# 大谷光瑩
大谷 光瑩（おおたに こうえい）は、明治から大正時代にかけての浄土真宗の僧。法名は現如（げんにょ）。東本願寺第22代法主(1889-1908) 。真宗大谷派管長。1896年より伯爵。前法主大谷光勝の四男。

## 生涯
日付は、暦の正確性、著作との整合を保つため、明治5年12月2日（1872年12月31日）までは、天保暦表示。明治6年1月1日（1873年1月1日 ）からは、グレゴリオ暦表示とする（誕生年月日を除く）。また本山は、「本願寺」が正式名称だが、「西本願寺」との区別の便宜上、「東本願寺」と表記。
- 嘉永5年（1852年）7月27日、東本願寺第二十一代 嚴如（大谷光勝）の第五子（四男）として誕生。
- 明治3年（1870年）2月10日、東本願寺が明治新政府から請け負った北海道開拓事業の責任者として、百数十名の随員を従えて北海道へ渡る。その道中は、教化をしながら工事費などの寄付を募り、また北海道への移民勧誘をおこなう。
- 同年7月7日、函館に到着する。本願寺道路の建設など開拓を指示し、札幌へ向かい朝廷より下賜された土地を視察する。
- 明治4年（1871年）9月、その地に布教の拠点として、その地に東本願寺管刹（寺）を建設する。
  - 明治9年（1876年）、その官刹を東本願寺札幌別院と改称する。
- 明治5年（1872年）9月から翌年7月にかけて、ヨーロッパ各国を歴訪し宗教事情を視察、教団の近代化に寄与した。この時の随行員に成島柳北がいた。
- 明治22年9月14日（1889年）父・嚴如（ごんにょ）の隠退により、第二十二代法主に就任。
  - 明治28年（1895年）4月、東本願寺両堂竣工。
- 明治29年（1896年）6月、伯爵位を叙爵[4]。
- 明治34年（1901年）5月、遊蕩ぶりが宮武外骨の「滑稽新聞」上で風刺の対象となる[5] 。このころに馬車から落ちて頭部を打ったのが原因で脳疾を患い、気分が優れず、感情の激変を見るようになる[6]。
- 明治35年（1902年）12月、300万円を超す負債から財政を立て直すため、井上馨に財政再建を依頼（東本願寺借財整理）。
- 明治41年（1908年）11月、第2子・彰如（大谷光演）に法主を委譲し、退隠する。院号を「荘厳光院」とする。
- 大正12年（1923年）2月8日、東京霞が関の別邸にて示寂。享年72[7]（満70歳没）。
- 昭和9年（1934年）札幌市の北海御廟に分骨される。

## 家族
- 父・大谷光勝（1817年生） - 東本願寺第21世法主
- 母・大谷和子 (東本願寺)（1830年生） - 伏見宮邦家親王の四女
- 妻・恒子（1854年生） - 日出藩主・木下俊愿の三女（庶子）
- 二男・大谷光演（1875年生） - 東本願寺第23世法主
- 二女・九条恵子（1876年生） - 夫は公爵九條道實（九条道孝の長男）
- 三男・大谷瑩誠（1878年生） - 妻の朝子は侯爵廣幡忠朝の娘
- 五男・瑩亮（1880年生） - 妻の訴は池田賴清妹
- 庶子男・瑩温　(1881年生） - 生母は妾の暉
- 六女・嶺子（1884年生） - 夫は梅上尊融（大谷光尊の子で、僧・茶人）。
- 庶子男・韶相　(1884年生） - 生母は妾の春榮。
- 庶子男・瑩韶（1886年生） - 生母は妾の春榮。妻の文子は男爵島津忠欽と男爵島津珍彦の孫。娘の道子は大谷隆三の妻。
- 七女・綾子（1887年生） - 夫は正親町公和（伯爵正親町実正長男）
- 庶子男・瑩琇（1887年生） - 生母は妾の春榮。城端別院善徳寺19代住持。
- 十一男・大谷瑩潤（1890年生） - 妻・喬子は子爵小笠原寿長の娘。長男に大谷演慧。
- 庶子女・久子（1900年生） - 生母は妾の春榮。夫の和田久左衛門は、旧名を三井高隣といい、三井新町家当主・三井高辰の子。高辰の娘婿三井高堅の養弟でもあり、大阪屈指の資産家で金物商の和田家の養子となり先代から久左衛門を襲名。
- 庶子女・芳子（1891年生） - 生母は西堀初榮。夫は石川県人飯具瑩辰。
- 庶子男・瑩嶐（1893年生） - 生母は岩崎ヨシカ
- 庶子男・瑩住(1902年生） - 生母は妾の春榮

## 栄典・授章・授賞
- 1884年（明治17年）9月20日 - 従四位[8]
- 1889年（明治22年）9月28日 - 従三位[9]
- 1890年（明治23年）3月12日 - 正三位[10]
- 1898年（明治31年）4月7日 - 従二位[11]
- 1911年（明治44年）4月21日 - 正二位[12]

勲章・爵位
- 1896年（明治29年）6月9日 - 伯爵[13]

中山峠の現如上人像